# Kloster Le Loroux
Das Kloster Le Loroux (oder Le Louroux) ist eine ehemalige Zisterzienserabtei in der Gemeinde Vernantes im Département Maine-et-Loire, Region Pays de la Loire, in Frankreich, rund 22 km nordöstlich von Saumur.

## Geschichte
Das Kloster wurde 1115 als Benediktinerkloster gegründet und schloss sich 1121 auf Betreiben von Fulko V. von Anjou und seiner Gattin Erembuge de la Flèche als Tochter von Kloster Cîteaux dem Zisterzienserorden an. Es war Mutterkloster von Kloster Pontron, Kloster Bellebranche, Kloster Beaugerais sowie nach dem Sieg des Hauses Anjou über die Hohenstaufen von Kloster Santa Maria della Vittoria bei L’Aquila in Italien. Die Abtei wurde im 14. Jahrhundert befestigt. Im 16. Jahrhundert fiel das reich ausgestattete Kloster in Kommende. Während der Französischen Revolution wurde es 1791 aufgelöst. Im 19. Jahrhundert wurde nach dem Einsturz eines Teils der Gebäude ein Schloss im Neorenaissance-Stil errichtet.

## Bauten und Anlage
Von dem Kloster sind Reste des Querhauses der Kirche erhalten.